# Bernáth Árpád
Bernáth Árpád (Jánoshalma, 1941. február 15. –) magyar germanista, filológus, egyetemi tanár. Akadémiai nagydoktoriját 2009. június 19-én védte meg az MTA Székházában.

## Kutatási területe
Irodalomelmélet (irodalmi művek szemantikája): német irodalom területén Goethe és kora; a 20. század első felének osztrák irodalma, s az 1945 utáni német irodalom. A kortárs magyar irodalomból Nádas Péter és Esterházy Péter, a kortárs német irodalomból Heinrich Böll munkásságával foglalkozott. A kortárs irodalmak kapcsán sokat tett a magyar és a német kulturális kapcsolatok erősítéséért. Tudományos publikációit német és magyar nyelven adta közre. Tudományos közleményeinek száma meghaladja a 250-et.

## Életpályája
Felsőfokú tanulmányokat a szegedi egyetemen folytatott magyar-német szakon, Kanyó Zoltán, majd Csúri Károly mellett Halász Előd professzor jeles tanítványainak egyike. Magyar-német szakos középiskolai tanári diplomáját 1965-ben szerezte meg. Könyvtárosi, kutatói, tudományos főmunkatársi, majd oktatói státust kapott a szegedi József Attila Tudományegyetem Német Nyelvi és Irodalmi Tanszéken 1965-től. Az egyetemi doktori fokozatot Heinrich Böll Der Zug war pünktlich, Und sagte kein einziges Wort és Ansichten eines Clowns című regényeinek motívum- és emblémastruktúrájáról írt értekezésének megvédésével érte el 1967-ben. 1972-75 közt a Kulturális Kapcsolatok Intézetének megbízottja volt az NSZK-ban a dortmundi Rheinisch-Westfälische Auslandsgesellschaftnál. 1979-ben Kanyó Zoltán vezetésével megalakult a szegedi Bölcsészettudományi Karon a szemantika kutatócsoport, amelynek Bernáth Árpád és Csúri Károly is tagja lett, Kanyó Zoltán halála után Bernáth Árpád vezette a csoportot 1993-ig. 1980-ban lett az irodalomtudományok kandidátusa Heinrich Böll regényeiről (1949-1963) írt értekezésével. 1986-ban kapott egyetemi docensi kinevezést. 1987-88-ban tanszék-csoportvezetői feladatokat látott el. Az 1988-89-es tanévben németországi egyetemeken (Köln, Konstanz, Siegen) volt vendégtanár és kutató az Alexander von Humboldt-Alapítvány kutatói ösztöndíjával, ugyanezen ösztöndíj újrafelvételével 1984-ben, 1989-ben, 1997-ben, 2004-ben járt Németországban 2-2 hónapra. 1993-ban a Német Irodalomtudományi Tanszék vezetésére kapott megbízást, közben a Bölcsészettudományi Kar dékánhelyettese, majd dékánja volt 1994-1996 közt. 1995-ben habilitált, a fiatal Goethéről szóló tantárgyi előadásai nyomán fogalmazta meg téziseit Poétikai lehetséges világok címen, 1996-ban egyetemi tanári kinevezést kapott. Jelentős folyóirat- és könyvsorozat-szerkesztői tevékenysége, amelyek közül legnevezetesebb az 1980-2010 közt megjelenő Studia Poetica, számos értékes irodalomelméleti tanulmány rejtőzik e folyóirat- és könyvsorozatban. Az 1999-es Frankfurti Könyvvásár egyik jeles szervezője, a magyar irodalmi kultúra népszerűsítője. A Szegedi Tudományegyetem Irodalomtudományi Doktori Iskolájának törzstagja, valamint a SZTE IDI1-SZTE (tudományági) Habilitációs Bizottságának tanácskozási jogú tagja.

## Kötetek (válogatás)
- Gruppenbild mit Dame - eine neue Phase im Schaffen Bölls. Dortmund, 1973. p. 16. (Dortmunder Vorträge H. 107.)
- Texttheorie und Interpretation. Untersuchungen zu Gryphius, Borchert und Böll. Csúri Károllyal, Kanyó Zoltánnal. Kronberg-Ts: Scriptor Verlag, 1975. pp. 225–263. (Theorie - Kritik - Geschichte 9. Hrsg. v. H. Kreuzer.)
- Kultur und Kulturpolitik in Ungarn. Dortmund, 1976. p. 12. (Heft 123 in der Reihe der Dortmunder Vorträge)
- Építőkövek a lehetséges világok poétikájához. Szeged: Ictus és JATE Irodalomelmélet Csoport, 1998. p. 417 (deKON KÖNYVek, 12.)
- Sprachliche Kunstwerke als Repräsentationen von möglichen Welten. Mit einem Anhang über die Geschichte der Germanistik in Ungarn. (Studiensammlung). Szeged: Grimm Verlag, 2004. 477 S
- Heinrich Böll művei 27 kötetes kritikai kiadásának (Köln: Kiepenheuer et Witsch, 2002-2010) egyik szerkesztője.[7]

## Tudományos tisztségei
- MTA Irodalomtudományi Bizottság tagja (1981-1990)
- MTA Modern Filológiai Bizottságának tagja (1993-)
- Studia Poetica szerkesztőbizottsági tagja (1980-)
- Pompeji szerk. biz. tag

## Társasági tagság
- Magyar Szemiotikai Társaság
- Magyar Irodalomtörténeti Társaság
- Modern Filológiai Társaság
- Osztrák Germanisták Társasága (alelnök 1995-)
- Internationale Vereinigung für Germanische Sprach- und Literaturwissenschaft (vezetőségi tag 1990-)
- Magyar Germanisták Társasága (alelnök 1995-)

## Díjak, elismerések
- Magyar felsőoktatásért emlékplakett (1992)
- Apáczai Csere János-díj (1997)
- A Magyar Érdemrend tisztikeresztje (2010)
- Szőkefalvi-Nagy Béla-díj (2012)[8]
- Akadémiai Díj (megosztott, 2012)
- Eötvös József-koszorú (2015)
- Aranydiploma (=Díszoklevél a Szegedi Tudományegyetemtől; 2015. szeptember 19.)[9]